# Kongeriget Italien
 For alternative betydninger, se Italien (flertydig). (Se også artikler, som begynder med Italien)
Kongeriget Italien eksisterede fra 1861, da Victor Emanuel 2. af Sardinien samlede de italienske stater til et kongerige. Det blev i 1946 afløst af den nuværende italienske republik.
Oprindeligt var kongerigets hovedstad også Sardiniens hovedstad, Torino. Fra 1864 var hovedstaden Firenze. I 1871 blev Rom hovedstad.

## Politisk historie

### Den historiske baggrund
Da det langobardiske kongedømme endte i 772, blev dets territorier sammen med tidligere byzantinske ejendomme i Norditalien til Kongedømmet Italien. Det hed også Regnum Italicum eller på italiensk Regno og omfattede en af delene af Det tysk-romerske rige. Regnum Italicum fortsatte med at eksistere, i hvert fald i teorien, til imperiets fald i 1806 (eller til omorganiseringen af imperiet i 1803). Ærkebiskoppen af Köln (de) havde ærestitlen "ærkekansler af Italien". De imperialistiske herskere af Italien mistede imidlertid det meste af deres magt efter Huset Hohenstaufens fald midt i 1200-tallet, og rigets reelle betydning ophørte ved Freden i Westfalen i 1648. Regnum Italicum bestod oprindelig af hele Italien fra de pavelige ejendomme i nord, men til sidst blev Kirkestatens og Republikken Venezias fastlandsterritorier anset som ekskluderede.
I 1805 blev Napoleons italienske republik omformet til Kongedømmet Italien igen med Napoleon som konge. Hans stedsøn, Eugène de Beauharnais, havde rollen som vicekonge frem til Napoleons fald i 1814. Kongedømmet skulle egentlig gå til en af Napoleons yngre sønner, når Eugène skulle efterfølges.

### Italiens samling
Italiens samling (italiensk: "Risorgimento" eller "Unità d'Italia") var den politiske og sociale proces, som førte til at de mange stater på den italienske halvø blev forenede til et kongedømme i det 19. århundrede og begyndelsen af det 20. århundrede.
De nøjagtige datoer for Italiens samling er uklare. Men der er bred enighed om, at processen begyndte ved afslutningen på Napoleons herredømme og Wienerkongressen i 1815, mens Den fransk-preussiske krig i 1871 antages som afslutningen. Samlingen var komplet ved traktaten i Saint-Germain efter 1. verdenskrig, da de sidste stater kom med i kongedømmet.
I 1861 blev kongen af Kongedømmet Sardinien proklameret som konge af Kongedømmet Italien: et samlet Italien. Samlingen blev gennemført med udgangspunkt i Kongedømmet Sardinien og dets konge Victor Emanuel fra Huset Savoyen. 5. marts 1860 havde Hertugdømmet Parma, Storhertugdømmet Toscana, Hertugdømmet Modena og Romagna ved folkeafstemninger bestemt, at de ville gå sammen med Sardinien. Samme år indledte Giuseppe Garibaldi en militæraktion i Sardiniens navn for at erobre Syditalien. Han erobrede Kongeriget Begge Sicilier og drog til Gaeta, hvor han traf kong Victor Emanuel.
Den 17. marts 1861 blev kongedømmet Italien proklameret, og det endte Sardiniens separate kongedømme. Sardinien (og især Piemonte) blev de mest dominerende og velstående regioner i Italien.

### Den liberale periode 1870 - 1914
Efter den italienske samling gik Italiens politisk i retning af liberalismen. Det kom i kølvandet på, at Camillo Benso di Cavour i 1848 havde dannet et parlamentarisk gruppe i Kongedømmet Sardinien med navnet "Det italienske liberale parti (Partito Liberale Italiano). Fra 1860 med Italiens samling og efter Cavours død i 1861 blev det liberale parti delt i to fraktioner og nye partier, Destra Storica på højresiden og Sinistra Storica på venstresiden. Førstnævnte samlede Cavours støtter og sidstnævnte støtterne for Giuseppe Garibaldi og tidligere Mazzinians. Begge bestod af loyale monarkister, mens de mest radikale samlede sig i "Det radikale parti" og republikanerne i Italiens republikanske parti. Det liberalkonservative Destra storica blev delt regionalt, men dominerede i årene 1860 til 1876.
Agostino Depretis indledte sin periode som statsminister med at fremsætte sin eksperimentelle politiske ide, kaldet Trasformismo ("transformisme"). Denne gik ud på, at regeringen skulle i sine udnævnelser lægge vægt på stor variation og vælge moderate og kompetente politikere uden at tage hensyn til politisk tilknytning. I praksis viste det sig at blive et autoritært og korrupt system, da Depretis pressede distrikterne til at stemme for sine kandidater, dersom de skulle få fordelagtige positioner, når han kom til magten. Valgresultaterne fra 1876 gav blot fire repræsentanter fra højresiden, og dette åbnede for at styret skulle blive domineret af Depretis. Ved hjælp af despotisk og korrupt styre formåede Depretis at sikre sig støtte i det sydlige Italien. Blandt andet blev det forbudt at afholde offentlige møder, såkaldte "farlige elementer" blev sat i indre eksil eller sendt til fjernt liggende straffeøer. Depretis indførte kontroversielle love, således om ophævelse af gældsfængsel, og gratis og obligatorisk grundskole.
I 1887 blev Francesco Crispi statsminister og fokuserede mere på udenrigspolitik. Crispi arbejdede for at opbygge Italien som en stormagt og forøgede militærudgifterne, forsvarede ekspansionisme og prøvede at vinde Det Tyske Kejserrige på sin side. Italien sluttede sig til Tripelalliancen, som også bestod af Tyskland og Østrig-Ungarn i 1882 og som de formelt var en del af frem til 1915. Crispi lagde vægt på at udvikle Italien strategisk og videreførte trasformismo og stod for en autoritær politik, hvor han en gang foreslog at indføre undtagelseslove for at forbyde oppositionspartierne. Til trods for disse autoritære træk, stod Crispi også for liberale tiltag som en offentlige sundhedslov fra 1888 og etablerede tribunaler for at stoppe offentlige overgreb mod befolkningen.
Fra 2. november 1899 til 7. september 1901 deltog Italien i 8-nationsalliancen under Bokseroprøret i Kina. På oprørets sidste dag blev et område ved Tianjin overført til Italien af Qing-dynastiet og administrationen af dette område blev den 7. juni 1902 overtaget af en italiensk konsul.
Giovanni Giolitti dannede sin anden regering i 1903, efter også at have ledet det i 1892-1893, og ledede landet frem til 1914. Giolitti havde tidligere arbejdet som offentlig tjenestemand men blev udnævnt til positioner i Crispis regeringer. Giolitti blev en af de længst siddende statsministre i Italien, fordi han mestrede mekanismerne bag trasformismo gennem manipuleringer, tvang, overtalelser og bestikkelser for at få støtte. I valgene under hans periode var det ikke usædvanligt med valgfusk, og Giolitti favoriserede områder, som stemte for ham.
I 1911 erklærede Italien under Giolitti krig mod Det osmanniske rige i det som er kaldt Den italiensk-tyrkiske krig, og invaderede Tripolitania, Fezzan og Kyrenaika (provinser i det senere Libyen). Krigen varede i et år og endte med, at Italien okkuperede området og gav støtte til de politiske kræfter i Italien, som argumenterede for, at Italien skulle dominere Middelhavet ved også at okkupere Kongeriget Grækenland og Dalmatien langt kysten af Adriaterhavet.
Krigen radikaliserede det italienske socialistparti, og krigsmodstanderne under ledelse af Benito Mussolini opfordrede til vold for at få afsat regeringen.
Valgene i 1913 og 1919 gav fremgang for socialisterne, katolikkerne og nationalistiske partier på bekostning af de traditionelle liberale og konservative partier, hvilket medførte, at det politiske system i stadig større grad blev opdelt og svækket.

### 1. verdenskrig
Ved udbruddet af 1. verdenskrig påberåbte Italien sig neutralitet og hævdede, at Tripelalliancen fra 1882 udelukkende var en forsvarsalliance og ikke kunne iværksættes ved offensive tiltag, og at denne krig var igangsat af Østrig-Ungarn. Imidlertid forsøgte både Centralmagterne og Tripelententen og få Italien over på sin side, og i april 1915 gik den italienske regering med på at erklære Østrig-Ungarn krig mod, at de skulle få territorielle gevinster efter krigen. Dette var Trentino-Alto Adige/Südtirol, Provinsen Trieste, Istria og Dalmatien).
I oktober 1917 havde tyskerne samlet 15 divisioner og iværksatte den 24. oktober den såkaldte Caporetto-offensiven under ledelse af Otto von Below. 10. november faldt den italienske byen Belluno i provinsen med samme navn, og dette var det sidste italienske tab. Den 8. november blev Armando Diaz udnævnt til ny leder for generalstaben efter den egenrådige Luigi Cadorna. Italienerne trak sig imidlertid yderligere tilbage fra det nordøstlige hjørne af landet og helt til Piave-floden, ikke langt fra Venezia, i alt trak de sig 96 kilometer tilbage til en forsvarslinje, som i henhold til planer fra 1916 var den sidste forsvarslinje i en krisesituation.
Efter yderligere et år med skyttegravskrig og en vellykket italiensk offensiv i sensommeren 1918 faldt de østrig-ungarske styrker sammen og startede fredsforhandlinger under slaget om Vittorio Veneto.
Den østrig-italienske våbenhvile i Villa Giusti blev underskrevet 3. november 1918 og blev iværksat dagen efter. De italienske styrker benyttede anledningen til at besætte Tirol og tog 300.000 østrig-ungarske krigsfanger. Saint-Germain-traktaten byggede på aftalen i London fra 1915, og slog fast, at områderne Sydtyrol, Welschtyrol og Kanaldalen blev overført til Italien, og at Istria også blev en del af landet. Imidlertid blev Dalmatien ikke en del af Italien men i stedet en del af det nyoprettede kongerige Jugoslavien.

### Den liberale stats sammenbrud 1918 - 1922
Versaillestraktaten skabte stor misfornøjelse i Italien. 1. verdenskrig var den første krig, som Italien kæmpede som selvstændig nation og som involverede alle italienere fra nord til syd. Aftalerne betragtede ikke Italien som ligeværdig med de andre allierede. Særlig den amerikanske præsident Woodrow Wilsons holdninger førte til, at den italienske delegation måtte forlade aftalens udformning. I kølvandet på misfornøjelsen og som ekko af den russiske revolution med en social og politisk uro blev mellemkrigsårene prægede af strejker, oprør og angst for revolution.
Udbruddet af 1. verdenskrig havde medført, at den udvikling, som havde været i retning af demokratiske strukturer, stoppede op, og tiden lige efter krigsafslutningen var vanskelig. Samtidig fremvoksede politiske kræfter, som mente, at Italien var blevet snydt i krigsopgøret. I 1922 udnyttede Benito Mussolini misfornøjelsen og uroen efter 1. verdenskrig til at tage magten med sin fascistiske bevægelse.

### Det fascistiske Italien 1922 - 1943
Kongen udnævnte Mussolini til ny statsminister 23. oktober 1922, og Mussolini udviklede en ny type autoritær stat, og forfulgte hensynsløst oppositionelle. Mussolini dannede en alliance med andre nationalister, liberale og populister, Imidlertid pressede Mussolini en ny valglov igennem i 1923, som sikrede, at det parti eller de valgsamarbejder, som fik mere end 25 % af stemmerne, fik 2/3 af pladserne i parlamentet. Efter, at fascistpartiet brugte vold og trusler til at nå 25 %-grænsen ved valgene i 1924, blev partiet enerådende og det styrende politiske parti i Italien.
Kort efter valget i 1924 forsvandt oppositionslederen Giacomo Matteotti pludselig den 10. juni 1924 og blev fundet dræbt nogen dage senere. Dette førte til at begynde med til en parlamentarisk krise, og Mussolini måtte tage afstand fra mordet. Men samtidig blev antifascistiske demonstrationer slået ned. Tre mænd blev arresterede for mordet, men kun den ene blev dømt og kun til en kortvarig fængselsstraf. Den 3. januar 1925 tog så Mussolini "alt politisk, moralsk og historisk" ansvar for mordet i en tale i parlamentet.
Trods mordet på Matteotti blev Mussolini fortsat støttet af den etablerede elite i landet, blandt andre af kong Victor Emmanuel 3., som nægtede at afskedige Mussolini som statsminister. I 1927 blev Italien en fascistisk et-partistat.
I 1929 blev Lateranoverenskomsten indgået, og denne sikrede Vatikanet et eget territorium inden for Roms grænser. Både i USA og resten af Europa blev Mussolinis regime set som et moderne forsøg på at undgå bolsjevisme og for få et land til at fungere. Børskrakket i 1929 berørte Italiens økonomi i ret lille udstrækning, og i stedet blev 1930'erne en storhedstid for fascismen i Italien.
I denne periode blev Italien ofte omtalt som Det italienske rige (italiensk: Impero Italiano) eller "Det nye Romerrige" (italiensk: Nuovo Impero Romano, latin: Novum Imperium Romanum) af fascisterne, men disse blev ikke brugt som officielle betegnelser. Under fascismen var kongedømmet allieret med det nationalsocialistiske Tyskland under 2. verdenskrig frem til 1943.

### Indre uro frem mod republikken 1943 - 1946
Efter, at Mussolini blev afsat i 1943, forsøgte kongedømmet at opnå en fredsaftale med de allierede, og de tyske militære styrker, som stod i landet, blev nu en okkupationsmagt. I denne periode blev fascistpartiet forbudt, men Mussolini etablerede en marionetstat i det til enhver tid tyskkontrollerede område, under navnet Den italienske socialrepublik.
Monarkiets rolle under fascismen førte til en udbredt modvilje mod dette, og der blev i 1946 afholdt en folkeafstemning om statsformen. I et forsøg på at påvirke stemmeafgivningen, abdicerede kong Viktor Emmanuel 3. den 9. maj 1946. Abdikationen hjalp imidlertid ikke på stemmeafgivningen, da 54% stemte for at indføre en republik ved afstemningen den følgende måned. Der var beskyldninger om, at der havde været uregelmæssigheder ved afstemningen, men dette blev aldrig bevist. valgresultaterne viste imidlertid store regionale forskelle i stemmeafgivningen, hvor republikken stod stærkest i nord, og tilstrækkeligt stort til at sikre flertal for afskaffelse af kongedømmet.
Huset Savoyen blev anmodet om at forlade landet, og kongedømmet var blevet historie.
Victor Emmanuel flyttede til Egypten, hvor han døde i Alexandria året efter. Han er begravet bag alteret i byens katolske kirke i Mansheya, viet til Katharina af Alexandria.

## Territorium

### Apenninerhalvøen
På den Apenniniske halvø og omliggende områder udgjorde kongedømmet det, som er nutidens Italien. Territoriet udviklede sig under hele samlingsprocessen frem til 1870. Først i 1919 blev imidlertid Trieste og Trentino-Alto Adige/Südtirol en del af Italien. Efter Versaillestraktaten og Saint-Germain-traktaten blev også Gorizia, Trieste og Istria (sidstnævnte senere en del af Kroatien og Slovenien) og små områder i dagens Kroatien og en del af Dalmatien en del af kongedømmet. Under 2. verdenskrig blev det midlertidig overført yderligere territorier fra Slovenien og Dalmatien. Efter krigen blev nutidens grænser fastlagte, og kongedømmet afstod de tidligere besiddelser.

### Kolonier
Kongedømmet havde også kolonier, protektorater og klientstater. Mange af disse blev okkuperede under 2. verdenskrig, og kan ses som et krigsbytte, som senere gik tabt som følge af krigens udvikling og af at kongedømmet skiftede side undervejs. Disse områder er de senere Eritrea, Somalia, Libyen, Etiopien (okkuperet af Italien i 1936, og senere erobret af Storbritannien under 2. verdenskrig), Albanien, Grækenland (okkuperet under 2. verdenskrig), Kroatien (klientstat under 2. verdenskrig), Kosovo (okkuperet under 2. verdenskrig) og Montenegro (okkuperet under 2. verdenskrig), samt et 46 hektar stort område i Kina i Tianjin.

## Sprog
I Italien har der altid eksisteret en lang række sprog/dialekter, som har været ret forskellige. Der har eksisteret et italiensk kunstsprog fra 1600-tallet, som stammer fra og blev benyttet af Dante, Francesco Petrarca, Niccolò Machiavelli, Galileo Galilei og senere Giacomo Leopardi. Dette var et sprog, som blev Europas operasprog, men som ret få uden for den intellektuelle elite talte i Italien. Det officielle sprog før samlingen var derfor ved domstolene og i en række af områderne latin. Ligeledes var latin det liturgiske sprog i kirkerne, mens præsterne holdt sine prædikener på den lokale dialekt.
Foruden de regionale dialekter/sprog, som indbyrdes kunne være uforståelige og lige så fremmede som fransk, catalansk og spansk, blev der talt fransk og piemontesisk i Piemonte, hvor kongefamilien kom fra, således, at i det nye samlede land talte både kongehuset og den første statsminister, Camillo Benso di Cavour kun fransk og piemontesisk. Når disse skulle holde officielle taler på italiensk, var manuskripterne skrevet i lydskrift, og mange af de senere kendte citater fra Cavour blev oprindeligt fremsagt på fransk, men er senere oversat.

## Styreform
Kongedømmet Italien var formelt et konstitutionelt monarki. Den udøvende magt lå hos kongen, og udøvet af statsministeren, som var udnævnt af kongen. Et to-kammer-parlament begrænsede kongens magt og bestod af et udnævnt senat og et valgt deputerkammer. Kongedømmets konstitution byggede på konstitutionen i kongedømmet Sardinien. I teorien var statsrådene bare ansvarlige over for kongen, men i praksis var det umuligt for den italienske regering at styre uden støtte i parlamentet.
Medlemmerne af deputerkammeret blev valgte ved flertalsvalg i enkeltmandskredse, hvor en kandidat skulle have mere end halvdelen af stemmerne for at blive valgt. Dersom ikke alle pladserne blev fordelte ved første valgomgang, blev der holdt en ny runde for de ubesatte pladser.

### Konger
- Viktor Emmanuel 2. : 1861-1878
- Umberto 1. : 1878-1900
- Victor Emmanuel 3. : 1900-1946
- Umberto 2. : 1946